# Stanley Ralph Ross
Stanley Ralph Ross (22 de julio de 1935 – 16 de marzo de 2000) fue un actor, guionista y compositor de canciones de nacionalidad estadounidense.

## Biografía
Nacido en la ciudad de Nueva York, se crio en el barrio de Brooklyn. En sus inicios se dedicó a la publicidad, aunque pronto trabajó como guionista y actor en varios shows televisivos, destacando entre ellos títulos de culto como la serie de la década de 1960 Batman, protagonizada por Adam West, y The Monkees. 
En 1958 Ross colaboró con Bob Arbogast para escribir y grabar el disco de estilo Novelty Song "Chaos, parts 1 and 2". Cuando lo editó Liberty Records, vendió 10 000 copias en tres días, siendo prohibida su emisión radiofónica al cuarto día por satirizar los éxitos "Top 40". Más adelante escribieron un álbum de canciones parodia titulado My Son, the Copycat (una parodia de los discos de Allan Sherman) y el libro Speak When You Hear the Beep.
Entre su trabajo cinematográfico como actor, destacan los siguientes títulos y papeles: Burn Hollywood Burn (1998), como él mismo; Romantic Comedy (1983); Helter Skelter (1976), como el Sargento Ross; Candy Stripe Nurses (1974), como el Dr. Kramer; El dormilón (1973), como Sears Wiggles; Hampa dorada (1967), como Sam Boyd; The flight of the Phoenix (1965), como un cantante árabe; John Goldfarb, Please Come Home (1964), como el Muezzin.
Como guionista, intervino en el film de 1973 Coffee, Tea or Me?, siendo su actividad en este campo muy amplia en el ámbito televisivo. Así, como ejecutivo de ABC escribió y dirigió el clásico segmento de apertura del programa ABC's Wide World of Sports. Además, escribió un tercio de los episodios de la serie Batman, incluyendo uno en el que interpretó a un personaje llamado "Ballpoint Baxter," que era su apodo en la vida real. Aunque su mayor actividad tuvo lugar en la serie anterior, Ross también escribió guiones para The Monkees, Wonder Woman, All in the Family, y G.I. Joe.
Ross también fue conocido por su personal voz, motivo por el cual también hizo trabajos como actor de voz. Algunos de ellos fueron la voz de Gorilla Grodd en los dibujos animados Challenge of the SuperFriends y Super Friends, y la de Brainiac en Super Friends, Super Friends: The Legendary Super Powers Show y The Super Powers Team: Galactic Guardians, Perry White en la serie de animación de 1988 Superman, Dark Paw en Paw Paws, Doberman y Bull Terrier en el film Babe: Pig in the City, además de otros múltiples pequeños trabajos, tanto de voz como de interpretación, para la televisión, el cine, y más de 1000 anuncios comerciales.
Otra faceta en su carrera fue su actividad radiofónica, oyéndose sus sketches en la emisora KFI de Los Ángeles durante 1973.

## Audiolibros
Aparte su trabajo interpretativo, Ross también grabó libros en audio. Algunas de esas grabaciones eran El libro de los cinco anillos (basado en la obra de Musashi Miyamoto), Believe and Achieve (basado en escritos de Napoleón Hill), y Awakening Your Mind Power, Channeling Your Higher Self, Explore Your Past Lives, Meditation y Self Hypnosis, todos ellos sobre la base de textos de Edgar Cayce.

## Otras actividades
Entre otras actividades diversas, Ross escribió canciones, en total más de 200 piezas, colaborando en algunas con talentos como el de Henry Mancini.
Además, dio clases de cine en la Universidad del Sur de California. Ross llegó a ser ordenado pastor, oficiando la boda de Burt Ward, protagonista de Robin en Batman, con su tercera esposa.

## Fallecimiento
Stanley Ralph Ross falleció en Los Ángeles, California, el 16 de marzo de 2000 a causa de un cáncer de pulmón. Le sobrevivieron su esposa y tres hijos. Fue enterrado en el Cementerio Hillside Memorial Park de Culver City (California). 